# Shadow Tactics: Blades of the Shogun
Shadow Tactics: Blades of the Shogun (укр. Тактика Тіней: Клинки Сьоґуна) — комп'ютерна гра в жанрі тактики в реальному часі з елементами стелс-екшену. Гра вийшла 6 грудня 2016 року. Працює на платформах Microsoft Windows, PlayStation 4, Xbox One, macOS, Linux. Створена німецькою студією Mimimi Productions, видана Daedalic Entertainment. За ігровим процесом гра схожа на ігри серій Commandos та Desperados: Wanted Dead or Alive, якими розробники надихались при створенні гри.

## Сюжет
Події гри відбуваються в Японії періоду Едо (початку XVII століття). Новий Сьоґун об'єднав Японію після багатьох років війни, але проти нього виникає змова, лідер якої приховується під ім'ям Каге-сама. Ця змова ставить під загрозу стабільність у країні, тому Сьоґун дає завдання свому вірному самураю Мугену: вияснити, ким насправді є Каге-сама і хто його спільники. Муген вербує чотирьох агентів, які володіють навичками безшумного проникнення і вбивства, за допомогою яких вистежує шляхи поставлення озброєння заколотникам і виходить на Даймьо Ябу. Відправлені агенти вбивають останнього, але це виявляється не Каге-сама, а один з його спільників.
Вбивство Ябу призвело до відкритого виступу заколотників проти Сьоґуна. Муген з товаришами дізнається плани заколотників і вбиває їхнього воєначальника, генерала Оккото. Перед смертю генерал розказав Мугену, де переховується Каге-сама. Вся група відправляється на ліквідацію Каге-сама, однак потрапляє в пастку, лідером повстанців насправді опинився брат Сьоґуна Нобору. Погрожуючи Мугену вбити його товаришів, Нобуру дізнається, де переховується спадкоємець Сьоґуна. Син Нобуру вбиває спадкоємця, а Муген, через це, робить ритуальне самогубство. Його товаришам вдається втекти з полону, але доводиться переховуватись від Сьоґуна, оскільки Нобуру звинуватив їх у вбивстві спадкоємця.
Щоб реабілітуватися, вони викрадають сина Нобуру й непомітно доставляють його Сьоґуну. Той дізнається правду і дає товаришам Мугена останнє завдання: вбити Нобуру, а сам він стратить його сина. Агенти проникають у замок Сунпу та здійснюють помсту за Мугена. Після чого в Японії настає мир, а про подальшу долю чотирьох героїв нічого невідомо.

## Геймплей
Shadow Tactics: Blades of the Shogun геймплейно дуже схожа на ігри серії Commandos і Desperados: Wanted Dead or Alive. Це тактична стратегія з ухилом на стелс проходження. В основному гравець займається тихим усуненням ворогів, або акуратним переміщенням повз охорону. Для цього у нього є п'ять персонажів, але зазвичай на місію висилається тільки частина.
- Хаято — ніндзя, може вбивати ворогів на відстані сюрикеном і відволікати їх, кидаючи каміння. Пересуває трупи на плечі. Озброєний ніндзято.
- Юкі — молода злодійка, може ставити пастки, які вбивають ворогів, а також заманювати охоронців до себе, зігравши на флейті. Тягне трупи по землі, що помаліше, але не так помітно. Озброєна кинджалом.
- Муген — самурай, може заманювати охоронців пляшкою саке і вбивати одразу кількох противників за допомогою атаки по області. Також він єдиний, хто може в прямому зіткненні перемагати ворожих самураїв, замість кремнієвого пістолету в нього ручна мортирка, яка шумить більше, проте здатна вбити самурая з одного пострілу. На відміну від інших персонажів, не може дертися крізь зарослі та користуватися крюком-кішкою, проте може переносити одразу два трупа, пересуваючись при цьому бігом. Озброєний катаною.
- Аіко — куноіті, вміє, за наявності необхідного одягу, переодягатися в мирну жительку, щоб ховатись від ворогів і відволікати охорону розмовами. Має порошок, який змушує ворогів пчихати, тим самим, на невеликий період часу, зменшуючи зону видимости ворогів. Тягне трупи по землі. Озброєна кандзаші.
- Такума — снайпер похилого віку, може робити снайперські постріли зі своєї рушниці та кидати гранати (як вибухові, так і з паралізуючим газом), а його приручений єнот Кума може відволікати ворогів. Також, як і Муген, Такума не здатен дертися крізь зарослі й користуватися крюком-кішкою, а через протез ноги пересувається помаліше та з більшим шумом. Єдиний з усіх героїв, який не вміє атакувати в ближньому бою і переміщати трупи.

У всіх персонажів із часом з'являються кремнієві пістолети, які здатні вбивати на відстані, але від яких багато шуму. Противники також, в основному, озброєні рушницями і поділяються на три види:
- Прості охоронці — найменш дисципліновані охоронці, яких можна легко відволікти або заманити в пастку. Відволікаються на прохання мирних жителів, якщо ті негативно налаштовані до гравця і помітили його.
- Солом'яні капелюхи — більш дисципліновані, не полишають свій пост без явної необхідності, не ведуться на такі виверти, як трубка Юкі або пляшка з саке Мугена (але звертають на них увагу).
- Самураї — важко броньовані противники, для їхньої ліквідації потрібен Муген або злагоджені дії інших персонажів — один мусить поранити самурая із вогнепальної зброї, а другий — добити в ближньому бою. Розкривають маскування Аіко, не звертають уваги на прохання про допомогу мирних жителів, а на звуки та виверти реагують ще менше, ніж Солом'яні капелюхи.

Крім охорони, на карті присутні мирні жителі, які не агресивні стосовно персонажів гравця, але часто налаштовані ворожо і якщо побачать їх, то доносять охороні. Але інколи, на деяких рівнях є присутні мирні жителі, які не будуть доносити охороні про персонажів гравця.
У багатьох місіях присутні особливі умови — такі, як сніг (сліди на снігу привертають увагу охорони), або ніч (вночі охорона гірше бачить, але більш пильна).